# Becquerelia martii
Becquerelia martii är en halvgräsart som först beskrevs av Christian Gottfried Daniel Nees von Esenbeck, och fick sitt nu gällande namn av Hans Heinrich Pfeiffer. Becquerelia martii ingår i släktet Becquerelia och familjen halvgräs. Inga underarter finns listade i Catalogue of Life.